# Xã Russell Springs, Quận Logan, Kansas
Xã Russell Springs (tiếng Anh: Russell Springs Township) là một xã thuộc quận Logan, tiểu bang Kansas, Hoa Kỳ. Năm 2010, dân số của xã này là 50 người.